# Kerstin Linzander
Kerstin Elisabet Linsander, född 5 juli 1948 i Nederkalix församling, Norrbottens län, är en svensk sångare och kördirigent.

## Priser och utmärkelser
- 2003 – Årets barn- och ungdomskörledare